# Kozo
Kozo (en cyrillique : Козо) est un village de Bosnie-Herzégovine. Il est situé dans la municipalité de Prozor-Rama, dans le canton d'Herzégovine-Neretva et dans la fédération de Bosnie-et-Herzégovine. Selon les premiers résultats du recensement bosnien de 2013, il compte 54 habitants.
Avant 1991, le village était rattaché à la localité de Kopčići ; depuis 1991, il est recensé comme une entité administrative à part entière.

## Géographie
Le village est situé à l'ouest du lac de Rama.

## Démographie

### Évolution historique de la population dans la localité
| 1948 | 1953 | 1961 | 1971 | 1981 | 1991 | 2013 |
| ---- | ---- | ---- | ---- | ---- | ---- | ---- |
| -    | -    | -    | -    | -    | 105  | 54   |

|  |

### Répartition de la population par nationalités (1991)
En 1991, les 105 habitants du village étaient tous croates.